# Emmerzhausen
Emmerzhausen là một đô thị thuộc huyện Altenkirchen, bang Rheinland-Pfalz, phía tây nước Đức. Đô thị Emmerzhausen có diện tích 7,07 km², dân số thời điểm ngày 31 tháng 12 năm 2006 là 752 người.